# Drama en el cabaret de los futuristas número 13
Drama en el cabaret de los futuristas número 13  (en ruso: Драма в кабаре футуристов № 13) es una película muda rusa de 1914 dirigida por Vladímir Kasiánov o Mijaíl Lariónov. Se trata de una obra futurista considerada el primer filme experimental de las vanguardias a nivel mundial.
Fue creada por un grupo de artistas de vanguardia ruso compuesto, entre otros, por Vladímir Mayakovski, los hermanos David, Nikolái y Vladímir Burliuk, Benedikt Livshits y Velimir Jlébnikov, que en 1912 publicaron el manifiesto Bofetada al gusto público y realizaron la exposición Rabo de asno.
Aunque la película se ha perdido, los fotogramas que se conservan permiten identificar al protagonista masculino, Vsévolod Maksymóvych.

## Elenco
- Vsévolod Maksymóvych en el papel principal[2]
- David Burliuk[5]
- Vladímir Burliuk[5]
- Natalia Goncharova[5]
- Mijaíl Lariónov[7]
- Vladímir Mayakovski[8]